# Phạm Đình Thiện
Phạm Đình Thiện (1957-1978) là một liệt sĩ, Anh hùng lực lượng vũ trang nhân dân Việt Nam.

## Cuộc đời và sự nghiệp
Ông sinh năm 1957, người dân tộc Kinh, quê ở khu phố 4, thị xã Ninh Bình, tỉnh Ninh Bình.
Ông nhập ngũ tháng 5 năm 1974, tham gia giai đoạn cuối của Chiến tranh Việt Nam, gồm cả Chiến dịch Hồ Chí Minh.
Từ tháng 7 năm 1977, ông cùng đơn vị được điều động tham gia chiến đấu ở chiến trường Tây Nam. Bấy giờ, ông là Trung sĩ, Tiểu đội trưởng trinh sát, Đại đội 21, Trung đoàn 429, Sư đoàn 302, Quân khu 7, Mặt trận 479. Ông nhiều lần chỉ huy tiểu đội luồn sâu nắm thông tin đối phương chính xác kịp thời, phục vụ đắc lực cho chỉ huy chiến đấu thắng lợi. Ngoài nhiệm vụ trinh sát, tiểu đội ông còn làm nhiệm vụ chốt giữ một số mục tiêu trên đường số 7, có lần ông chỉ huy tiểu đội liên tục 5 ngày đánh quân Khmer Đỏ phản kích, tiêu diệt nhiều binh sĩ đối phương, giữ vững trận địa được giao.
Ngày 11 tháng 7 năm 1978, ông chỉ huy tổ 6 người gỡ bãi mìn của quân Khmer Đỏ để mở đường cho đơn vị tấn công. Trong lúc đang tháo gỡ thì mìn xì khói, để đảm bảo an toàn cho đồng đội, ông đã dũng cảm nằm đè lên quả mìn và đã anh dũng hi sinh.

## Vinh danh
Sau khi hy sinh, ông được Nhà nước Việt Nam truy tặng Huân chương Quân công hạng Ba. Ngày 20 tháng 12 năm 1979, ông được Chủ tịch nước Cộng hòa Xã hội chủ nghĩa Việt Nam truy tặng danh hiệu Anh hùng lực lượng vũ trang nhân dân.